# Ranefer (grand prêtre de Ptah)
Pour les articles homonymes, voir Ranefer.
Ranefer est un grand prêtre de Ptah de Memphis de l'Ancien Empire, qui a probablement exercé son pontificat pendant le règne de Chepseskaf à la fin de la IVe dynastie puis pendant celui d'Ouserkaf qui inaugure la Ve dynastie.

## Carrière
Huit principaux titres caractérisent la carrière du dignitaire en plus de celui de grand prêtre qui est venu couronner une ascension certaine dans la hiérarchie cléricale du temple de Ptah.
« Prophète de Ptah » et « prophète de Sokaris », Ranéfer se déclare également attaché à ces deux divinités ce qui pourrait indiquer l'origine religieuse de sa carrière, le terme attaché désignant ici le personnel affecté exclusivement au culte et au domaine du dieu.
Il est également « directeur du domaine de Sokar » et « chef de tous les Sem ». Ce dernier titre signifie qu'il est à la tête du collège des prêtres qui assuraient les rites funéraires. Le précédent, concernant le domaine de Sokar, affiche son autorité sur un lieu sacré pour les anciens égyptiens, situé dans la nécropole memphite.
Ranéfer déclare aussi être « confident du roi », titre qui indique qu'il participait au conseil privé du roi, position également occupée par ses prédécesseurs et successeurs au pontificat.
Enfin et certainement en même temps qu'il a obtenu le titre de « grand des chefs des artisans », titre principal du grand prêtre de Ptah, Ranéfer est qualifié « participant à la fête de Rê », titre qui peut être un indice de datation fixant un terminus ante quem pour le situer dans la chronologie de l'époque.
En effet, cette qualité de participant à la fête de Rê que portent les grands prêtres de Ptah de cette période, est manifestement rattachée au culte qui était rendu dans les temples solaires bâtis par certains souverains de la Ve dynastie et dont le premier commanditaire est Ouserkaf.

## Datation
Le cas de Ranéfer est intéressant du point de vue de la recherche de datation chez les spécialistes car ses seuls titres et le peu d'éléments retrouvés ne permettent pas d'être assez catégorique. Il convient donc de croiser ces indices à la manière d'une enquête, ce qui finalement resserre les probabilités de fourchette chronologique.
Auguste Mariette qui a découvert et étudié le mastaba du grand prêtre pour la première fois, date le monument de la IVe dynastie et le place avant l'édification des mastaba voisins clairement datés de la Ve dynastie. Il est vrai que le style du tombeau et ses particularités architectoniques qui semblent démontrer un remaniement ultérieur de son revêtement voire de son plan, rajouté au style des statues qui y ont été mises au jour, possèdent des critères renvoyant davantage à la dynastie des grandes pyramides qu'à la suivante.
Cyril Aldred, spécialiste de la période, donne comme date d'exécution des statues du grand prêtre Ranéfer une fourchette couvrant les règnes de Chepseskaf et d'Ouserkaf. Le grand prêtre aurait alors assuré comme son illustre collègue Ptahchepsès Ier la transition entre les deux dynasties.
Ce fait est important car non seulement il assure que ces deux règnes se suivent mais encore que la transition entre ces deux dynasties s'est effectuée sans changer les hommes qui dirigent le pays au nom de pharaon, confirmant une grande stabilité des institutions étatiques.
Jacques Pirenne de son côté place les statues de Ranéfer sous la Ve dynastie, ne précisant pas de règne particulier mais rapprochant leur style du scribe accroupi du Musée du Louvre ou du Sheikh el-Beled du Musée égyptien du Caire qui sont deux sculptures datées clairement des débuts de la période indiquée. Cette datation est proche de celle d'Aldred bien que légèrement postérieure.
Charles Maystre en comparant les titres de Ranéfer avec ceux de ses contemporains qui assurèrent cette même fonction religieuse, situe le dignitaire dans la première partie de la Ve dynastie. Il place de cette manière Ranéfer après Ptahchepsès II, notant au passage la remarquable équivalence dans les carrières de ces grands prêtres.
Cependant le style de ces statues le représentant invite à le placer plutôt à la IVe dynastie. En effet les costumes et notamment la perruque de l'une de ces deux statues n'est attestée qu'à la IVe dynastie et au début de la Ve dynastie. 
Ainsi Marsha Hill dans le catalogue de l'exposition L'art égyptien au temps des pyramides, à propos d'une étude stylistique d'une tête de statue anonyme mais dont le contexte archéologique et chronologique est mieux connu et qui présente les mêmes caractéristiques que l'une des deux statues de Ranéfer, donne comme éventail temporel les règnes de Khéphren à Ouserkaf. 
Ranéfer pourrait donc avoir été un des dignitaires qui a assuré la transition entre la IVe dynastie et la Ve dynastie, devenant de facto un contemporain et donc un des collègues directs du début de la carrière de Ptahchepsès Ier qui lui, est clairement daté.

## Sépulture
Découvert à Saqqarah le tombeau de Ranéfer est un mastaba. Ce monument présente un plan rectangulaire d'un peu plus de trente-trois mètres de longueur sur près de quatorze mètres de large.
Son architecture est singulière comparée à celle des autres tombeaux de ce type et d'époque contemporaine. En effet, il s'agit d'un massif plein, sans puits ni couloirs ou chambre pouvant contenir une stèle de culte, et dont le noyau est constitué de pierrailles grossièrement assemblées et protégé par deux enveloppes extérieurs qui forment la structure elle-même du monument, lui conférant l'aspect caractéristique d'un mastaba classique. 
La première enveloppe de protection du noyau est en pierre d'un calcaire local, dont les lits sont disposés en retraits les uns des autres à chaque assise, créant ainsi le fruit de chacun des murs de façade. Cette première enveloppe est recouverte par une seconde cette fois en briques qui sert de revêtement définitif.
Enfin ce mastaba est doté au sud-est d'une pièce unique qui a été aménagée à l'extérieur du massif principal, comme si cet élément avait été rajouté dans un second temps. C'est dans cet espace que des statues des défunts ont été placées et ont été découvertes encore en place lors de la mise au jour du tombeau.
On notera qu'aucune exploration souterraine n'a été effectuée pour ce mastaba, l'accès éventuel à la chambre funéraire étant resté à ce jour invisible.
Parmi les trois statues découvertes dans la pièce externe du monument on compte deux statues de Ranéfer. En calcaire peint, grandeur nature, elles représentent le grand prêtre debout dans l'attitude de la marche vêtu pour l'une d'un simple pagne ample, torse nu et la tête couverte d'une calotte caractéristique de sa fonction cléricale memphite, pour l'autre d'un pagne cérémoniel plus riche, portant un large collier ousekh (dont la peinture sur la pierre s'est effacée) et sur la tête une perruque, signes de son rang. 
Une troisième statue découverte à proximité représente son épouse Hékenou. Cette statue également de grandeur nature figure l'épouse du dignitaire assise sur un siège cubique, les bras posés sur les jambes et la tête ornée d'une courte perruque. Une inscription sur la base du siège nous a livré le nom de la propriétaire de la statue et le seul titre de connue du roi, titre aulique qui qualifie en général une dame de la cour.
Cet ensemble statuaire est exposé depuis sa découverte au Musée du Caire.